# James Ivory
James Ivory (født 7. juni 1928) er en amerikansk filminstruktør.

## Liv
Ivory blev født i Berkeley, Californien.
Siden 1961 har han samarbejdet med Ismail Merchant (indtil hans død i 2005) og Ruth Prawer Jabhvala i filmkompaniet Merchant-Ivory Productions. Deres film har vundet flere Oscars.

## Udvalgte film
- Maria (Quartet, 1981)
- Hede og støv (Heat and Dust, 1983)
- Kvinderne fra Boston (The Bostonians, 1984)
- Værelse med udsigt (A Room with a View, 1985; efter en roman af E.M. Forster)
- Maurice (1987; også efter E.M. Forster
- Mr. & Mrs. Bridge (1990; efter romanerne af Evan S. Connell)
- Howards End (1991; også efter E.M. Forster)
- Resten af dagen (The Remains of the Day, 1993)
- Jefferson i Paris (Jefferson in Paris, 1995)
- At overleve Picasso (Surviving Picasso, 1996)
- Den gyldne skål (The Golden Bowl, 2001; efter en roman af Henry James)